# Мутеса II
Едвард Вільям Фредерік Валугембе Мутебі Лувангула Мутеса II — кабака (король) Буганди (1939—1966) і президент Уганди (1963—1966).

## Життєпис
Народився 19 листопада 1924 р. біля м. Кампала. Син  кабаки  Буганди   Дауді Чва II.  Освіту  отримав  у  королівському  коледжі  Будо,  навчався  також  у  коледжі  Макерере  в  Кампалі  і   Кембриджі (Велика Британія).  Коронувався  королем  Буганди  19 листопада  1942 р.  У  1953 р.  був  висланий  з  Уганди  британською  владою  за  небажання  проводити  британську  політику  в  країні.  В  1953 — 1955 рр. перебував  у  Великій Британії.  У  1955 р.  повернувся  на  батьківщину  в  результаті  протестів  народу  ганда  і  політичних  організацій  Уганди.  
Після  проголошення  незалежної  Уганди  республікою  був  її  першим  президентом  9 жовтня 1963 — 2  березня  1966.  Виступав  за  окремішність   Буганди  від  інших  народів  і  земель  Уганди  аж  до  повного  відокремлення.  Був  повалений в результаті перевороту і втік  до  Великої Британії. Там і помер за неясних обставин 21 листопада 1969 р.